# Elkalyce vernalis
Elkalyce vernalis är en fjärilsart som beskrevs av Roger Grund 1907. Elkalyce vernalis ingår i släktet Elkalyce och familjen juvelvingar. Inga underarter finns listade i Catalogue of Life.